# Mount Prior
Mount Prior ist ein 1220 m hoher Berg an der Borchgrevink-Küste des ostantarktischen Viktorialands. Er ragt 16 km westlich des Mount Brewster am Kopfende des Whitehall-Gletschers im Westteil der Daniell-Halbinsel auf.
Teilnehmer einer von 1957 bis 1958 durchgeführten Kampagne der New Zealand Geological Survey Antarctic Expedition benannten ihn nach dem britischen Mineralogen George Thurland Prior (1862–1936) vom British Museum, der die bei der Discovery-Expedition (1901–1904) in dieser Region gesammelten Gesteinsproben untersucht hatte.